# Menhir von Camblot

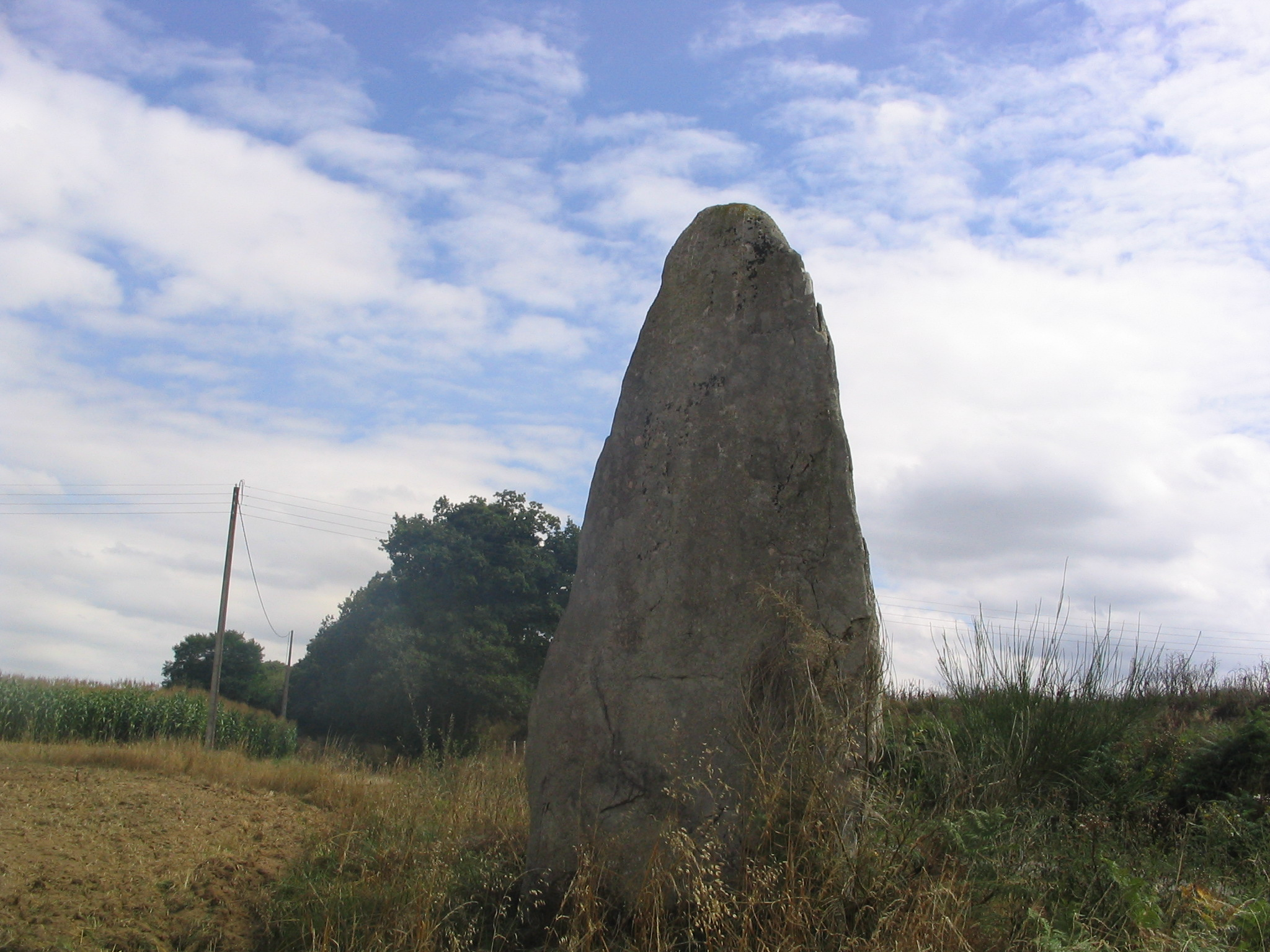
Menhir von Camblot

Der Menhir von Camblot (auch Menhir de Gargantua genannt) steht westlich von Ménéac bei Ploërmel im Département Morbihan in der Bretagne in Frankreich.
Der etwa 4,5 m hohe Menhir wurde von einem zweiten begleitet, der aber im 19. Jahrhundert zum Bau der Kirche von Ménéac verwendet wurde. 
In der Nähe stehen der Menhir von Bellouan (auch Gré de Gargantua genannt; östlich), der Menhir de Bos Calers (weiter westlich) und der 1,8 m hohe Menhir du Chauchix.